# エドウィン・ウセタ
エドウィン・ダニエル・ウセタ（Edwin Daniel Uceta, 1998年1月9日 - ）は、ドミニカ共和国サンティアゴ・ロドリゲス州ビージャ・ロス・アルマシゴス出身のプロ野球選手（投手）。右投右打。MLBのタンパベイ・レイズ所属。

## 経歴

### プロ入りとドジャース時代
2016年7月にロサンゼルス・ドジャースと契約してプロ入り。契約後、傘下のルーキー級ドミニカン・サマーリーグ・ドジャースでプロデビュー。11試合（先発3試合）に登板して2勝1敗、防御率1.72、28奪三振を記録した。
2017年はパイオニアリーグのルーキー級オグデン・ラプターズでプレーし、14試合に先発登板して2勝3敗、防御率6.59、62奪三振を記録した。
2018年はA級グレートレイクス・ルーンズとA+級ランチョクカモンガ・クエークスでプレーし、2チーム合計で25試合に先発登板して5勝6敗、防御率3.89、131奪三振を記録した。
2019年はA+級ランチョクカモンガとAA級タルサ・ドリラーズでプレーし、2チーム合計で26試合（先発24試合）に登板して11勝2敗、防御率2.77、141奪三振を記録した。
2020年はCOVID-19の影響でマイナーリーグの試合が開催されなかったため、公式戦の登板は無かった。オフの11月20日にルール・ファイブ・ドラフトでの流出を防ぐために40人枠入りした。
2021年4月29日にメジャー初昇格を果たし、翌30日のミルウォーキー・ブルワーズ戦にて先発でメジャーデビュー（2回を2失点で敗戦投手）。この年メジャーでは14試合（先発1試合）に登板して0勝3敗、防御率6.64、25奪三振を記録した。レギュラーシーズン終了後の10月21日にDFAとなった。

### ダイヤモンドバックス時代
2021年10月27日にウェイバー公示を経てアリゾナ・ダイヤモンドバックスへ移籍した。
2022年は10試合に登板して防御率5.82、10奪三振を記録した。
2023年1月5日にエバン・ロンゴリアの加入によりDFAとなった。

### メッツ時代
2023年1月11日にウェイバー公示を経てデトロイト・タイガースへ移籍した。その後、3月30日にDFAとなり、4月2日にウェイバー公示を経てピッツバーグ・パイレーツへ移籍した。しかし、ここでも2日後の4月4日にDFAとなった。その後、4月6日にウェイバー公示を経てニューヨーク・メッツへ移籍した。メッツでは4月17日にメジャー昇格して1試合に登板するが直後に左ヒザを痛めて故障者リスト入りし、6月9日には手術を受けている。マイナーで実戦復帰後の8月16日にDFAとなった。

### カブス傘下時代
2023年8月18日にウェイバー公示を経てシカゴ・カブスへ移籍した。移籍後は傘下のAAA級アイオワ・カブスへ配属され、8月25日にマイナー契約となった。その後、9月12日に自由契約となった。

### レイズ時代
2023年12月10日にタンパベイ・レイズとマイナー契約を結んだ。
2024年は傘下のAAA級ダーラム・ブルズで開幕を迎えた。5月6日にメジャー契約を結んでアクティブ・ロースター入りした。

## 投球スタイル
シンカーとチェンジアップで緩急をつけた投球を見せる。

## 詳細情報

### 年度別投手成績
| 年 度    | 球 団    | 登 板 | 先 発 | 完 投 | 完 封 | 無 四 球 | 勝 利 | 敗 戦 | セ 丨 ブ | ホ 丨 ル ド | 勝 率 | 打 者 | 投 球 回 | 被 安 打 | 被 本 塁 打 | 与 四 球 | 敬 遠 | 与 死 球 | 奪 三 振 | 暴 投 | ボ 丨 ク | 失 点 | 自 責 点 | 防 御 率 | W H I P |
| -------- | -------- | ----- | ----- | ----- | ----- | -------- | ----- | ----- | -------- | ----------- | ----- | ----- | -------- | -------- | ----------- | -------- | ----- | -------- | -------- | ----- | -------- | ----- | -------- | -------- | ------- |
| 2021     | LAD      | 14    | 1     | 0     | 0     | 0        | 0     | 3     | 0        | 0           | .000  | 92    | 20.1     | 19       | 3           | 12       | 1     | 0        | 25       | 1     | 1        | 18    | 15       | 6.64     | 1.52    |
| 2022     | ARI      | 10    | 0     | 0     | 0     | 0        | 0     | 0     | 0        | 0           | ----  | 73    | 17.0     | 12       | 2           | 7        | 0     | 1        | 13       | 1     | 0        | 12    | 11       | 5.82     | 1.23    |
| 2023     | NYM      | 1     | 0     | 0     | 0     | 0        | 0     | 0     | 0        | 0           | ----  | 11    | 3.0      | 0        | 0           | 2        | 0     | 1        | 3        | 0     | 0        | 0     | 0        | 0.00     | 0.66    |
| 2024     | TB       | 30    | 0     | 0     | 0     | 0        | 2     | 0     | 5        | 7           | 1.000 | 159   | 41.2     | 26       | 2           | 8        | 0     | 1        | 57       | 0     | 0        | 8     | 7        | 1.51     | 0.82    |
| MLB：4年 | MLB：4年 | 55    | 1     | 0     | 0     | 0        | 2     | 3     | 5        | 7           | .400  | 335   | 82.0     | 59       | 7           | 29       | 1     | 3        | 98       | 2     | 1        | 38    | 33       | 3.62     | 1.07    |

- 2024年度シーズン終了時

### 年度別守備成績
| 年 度 | 球 団 | 投手（P） | 投手（P） | 投手（P） | 投手（P） | 投手（P） | 投手（P） |
| 年 度 | 球 団 | 試 合     | 刺 殺     | 補 殺     | 失 策     | 併 殺     | 守 備 率  |
| ----- | ----- | --------- | --------- | --------- | --------- | --------- | --------- |
| 2021  | LAD   | 14        | 0         | 3         | 0         | 0         | 1.000     |
| 2022  | ARI   | 10        | 1         | 2         | 0         | 0         | 1.000     |
| 2023  | NYM   | 1         | 0         | 0         | 0         | 0         | ----      |
| 2024  | TB    | 30        | 2         | 1         | 0         | 0         | 1.000     |
| MLB   | MLB   | 55        | 3         | 6         | 0         | 0         | 1.000     |

- 2024年度シーズン終了時

### 背番号
- 92（2021年）
- 66（2022年）
- 64（2023年）
- 63（2024年 - ）